# Filmen om Kal P Dal
Filmen om Kal P Dal är en svensk musik- och dokumentärfilm från 2024. Den är regisserad och producerad av Stefan Källstigen och Dag Ösgård. Filmen är helt finansierats genom crowdfunding från privatpersoner. Filmen hade biopremiär i Sverige den 23 februari 2024, distributör Folkets Hus och Parker.

## Handling
Filmen handlar om skånska artisten Kal P Dal. Dokumentären belyser hans musikaliska resa, från debutalbumet, till att Kal P. Dal och Pågarna blev ett av Sveriges största band på 70-talet.

## Medverkande (i urval)
- Kal P. Dal